# Жамбыл (Костанайский район)
Жамбыл (каз. Жамбыл) — село в Костанайском районе Костанайской области Казахстана. Административный центр Жамбылского сельского округа. Находится примерно в 14 км к северо-востоку от центра города Костаная. Код КАТО — 395459100.

## Население
В 1999 году население села составляло 1808 человек (876 мужчин и 932 женщины). По данным переписи 2009 года, в селе проживало 1912 человек (918 мужчин и 994 женщины).